# Legendary Tales
 (février 2023).
Si vous disposez d'ouvrages ou d'articles de référence ou si vous connaissez des sites web de qualité traitant du thème abordé ici, merci de compléter l'article en donnant les références utiles à sa vérifiabilité et en les liant à la section « Notes et références ».
Albums de Rhapsody
Symphony of Enchanted Lands
(1998)
Legendary Tales (en français : Contes Légendaires) est le premier album de Rhapsody, sorti en 1997.
Le groupe a connu quelques modifications depuis les deux démos. Certains musiciens sont partis, il ne reste que les trois fondateurs (guitare, clavier et batterie). Ils recrutent donc Fabio Lione (chant) et sont aidés à la basse par leur "mentor" à Limb, Sascha Paeth.
Les titres présents sont principalement tirés de leur deuxième démo Eternal Glory, sortie en 1995.

## Titres
1. Ira Tenax (1:13)
2. Warrior Of Ice (5:58)
3. Rage Of The Winter (6:12)
4. Forest Of Unicorns (3:24)
5. Flames Of Revenge (5:34)
6. Virgin Skies (1:20)
7. Land Of Immortals (4:53)
8. Echoes Of Tragedy (3:32)
9. Lord Of The Thunder (5:34)
10. Legendary Tales (7:49)

## Thème des paroles
Legendary Tales constitue le commencement de la Saga de l'Epée d'Emeraude, qui se répartit sur cinq albums. Les auditeurs sont présentés au Guerrier de Glace ("Warrior of Ice") et à sa quête.
Le guerrier commença à rechercher l’Epée d’Emeraude, et voyagea à la ville d'Ancelot. Là, il vit que la ville était en ruines et que les victimes étaient innombrables. La princesse Airin avait été capturée par les forces d'Akron, Seigneur Noir, ainsi que plusieurs autres des chevaliers les plus courageux, et ont été amenés dans la cité d’Hargor. Mais le guerrier ne savait rien de tout cela et crut avoir trouvé le corps d'Airin, et fut très triste au sujet de sa mort. Après ces évènements, il repartit au loin et rencontra l'armée du prince Arwald, qui avait échappé à la tragédie. Ils joignirent leurs forces, ensemble ils allèrent jusqu’à la ville d'Elnor, où ils commencèrent leur recherche des trois clefs de la sagesse, qui ouvriront la voie de l’Epée d’Emeraude. Le Guerrier de Glace, assoiffé de vengeance, ne put trouver le repos quand ils arrivèrent dans Elnor, en attendant ce qui arriverait…